# Henry Hinkson
Henry Albert Hinkson (ur. 18 kwietnia 1865 w Dublinie, zm. 11 stycznia 1919 w Claremorris) – irlandzki powieściopisarz i barrister, mąż Katharine Tynan i ojciec Pameli Hinkson.

## Życie i twórczość
Henry Albert Hinkson był synem rymarza Johna Hinksona i Sarah Jane Hinkson (z d. Fawcett). Kształcił się w High School w Dublinie i w Kolegium Trójcy Świętej, gdzie studiował klasykę. W 1890 otrzymał tytuł Master of Arts na Royal University of Ireland i został wykładowcą na Clongowes Wood College.
Henry Hinkson we wrześniu 1888 poznał Katharine Tynan. Po długim narzeczeństwie, podczas których Katharine namówiła go do przejścia z protestantyzmu na katolicyzm, pobrali się w Londynie 4 maja 1893. Para przeniosła się do Anglii, gdzie Henry studiował prawo i w 1902 został powołany do Inner Temple. Pierwsze lata małżeństwa były trudne z powodu tęsknoty Katharine za ojcem oraz urodzenia martwego dziecka w maju 1894 r. i śmierci syna Godfreya 30 września 1895 r. (urodził się 17 sierpnia). Oprócz córki Pameli Mary (1900–1982) mieli jeszcze dwóch synów Theobalda Henry'ego (ur. 12 sierpnia 1897, zm. 1966) i Gilesa Aylmer (ur. 7 lutego 1899, zm. 19 września 1957). W tym okresie to jego żona w głównej mierze utrzymywała rodzinę  i prawdopodobnie to ona zadecydowała o ich powrocie do Irlandii w 1911 roku. Zamieszkali początkowo w Shankill, a w październiku 1914 rodzina przeniosła się do Claremorris.
Henry Hinkson współpracował z The Bookman i innymi czasopismami, napisał także wiele opowiadań, wierszy i powieści, nigdy nie zdobywając uznania krytyków. Zmarł w swojej rezydencji Brookhill w Claremorris 11 stycznia 1919 r.

## Dzieła
- Student life in Trinity College, Dublin (1892)
- Golden lads and girls (1895)
- Dublin Verses by Members of Trinity College (1895)
- O'Grady of Trinity: a story of Irish university life (1896)
- Up for the green: a romance of the Irish rebellion of 1798 (1898)
- When love is kind (1898)
- The King's Deputy: A Romance of the Last Century (1899)
- The Point of Honour (1901)
- Fan Fitzgerald (1902)
- Copyright Law (1903)
- The castaways of Hope Island (1907)
- The Considine luck (1912)